# New Egypt
New Egypt è il primo album dei Rocking Chairs, pubblicato per la prima volta il 29 maggio 1987 in LP.
Il 27 novembre 1989 è stata messa in commercio la ristampa in versione CD con una copertina diversa rispetto all'edizione precedente e la presenza di tre bonus tracks.
Tutti i brani sono di Graziano Romani ad eccezione delle cover Restless Nights (Bruce Springsteen) e It's All Over Now, Baby Blue (Bob Dylan).
Il brano Restless Nights, nella versione eseguita dai Rocking Chairs, ha goduto di una pubblicazione all'interno del tributo internazionale a Bruce Springsteen, dal titolo One Step Up, Two Steps Back.

## Tracce
1. Lost Freeway – 3:52
2. Thunder and Lightning – 4:05
3. On the Edge of War – 3:12
4. Old Rocker Busted – 3:33
5. Camden Town – 4:04
6. Restless Nights – 3:20
7. New Egypt – 2:41
8. Valerie – 4:05
9. Down on Lovers' Lane – 4:12
10. Walk Away – 5:02
11. The End of the Line – 3:11
12. Never Look Back – 4:19
13. It's All Over Now, Baby Blue – 3:41
14. When You're Young – 3:08
15. Time Is Running Out – 3:26

## Musicisti

### Formazione
- Graziano Romani - voce; chitarra a 6 e 12 corde; chitarra elettrica; cori
- Antonio Righetti - basso elettrico
- Roberto Pellati - batteria; percussioni
- Mel Previte - chitarra solista; cori
- Franco Borghi - pianoforte; organo; fisarmonica
- Max "Grizzly" Marmiroli - sassofono; arpa; cori
- Paolo Poggi - tastiere

### Altri musicisti
- Daniele Sironi - chitarra solista nel brano It's All Over Now Baby Blue?; chitarra acustica, chitarra elettrica nel brano Time Is Running Out
- Rossano Prampolini - chitarra elettrica nel brano When You're Young
- David Scholl - cori nel brano Time Is Running Out

## Video
- Old Rocker Busted